# Czego pragną kobiety
Czego pragną kobiety (ang. What Women Want) – amerykański film z gatunku komedii romantycznej z 2000 r. w reżyserii Nancy Meyers. W rolach głównych wystąpili Mel Gibson (Nick Marshall) i Helen Hunt (Darcy McGuire). Film odniósł sukces kasowy, zarabiając na świecie ponad 374 mln $ przy budżecie 40 mln $.

## Opis fabuły
Nick Marshall (Mel Gibson) to specjalista do spraw marketingu i reklamy, pracujący w dużej firmie w Chicago. Gdy spodziewa się awansu, szef (Alan Alda) angażuje Darcy McGuire (Helen Hunt) do współpracy z Nickiem. Chcąc udowodnić, że nadal jest najlepszym ekspertem w swojej dziedzinie, Nick podejmuje się stworzenia koncepcji reklamowej dla produktów dla kobiet. Testując je w domowej łazience, poślizguje się i wpada do wanny pełnej wody, do której wpada suszarka do włosów, co powoduje porażenie prądem. Następnego dnia Nick odkrywa, że słyszy myśli kobiet. Dzięki temu dowiaduje się między innymi, że koleżanki z pracy uważają go za szowinistę, ale także pozwala mu to przedstawiać pomysły kobiet jako własne oraz bliżej poznać własną nastoletnią córkę.

## Obsada
- Mel Gibson – Nick Marshall
- Helen Hunt – Darcy McGuire
- Marisa Tomei – Lola
- Alan Alda – Dan Wanamaker
- Ashley Johnson – Alex Marshall
- Mark Feuerstein – Morgan Farwell
- Lauren Holly – Gigi
- Delta Burke – Eve
- Valerie Perrine – Margo
- Judy Greer – Erin
- Sarah Paulson – Annie
- Ana Gasteyer – Sue Cranston
- Diana-Maria Riva – Stella
- Lisa Edelstein – Dina
- Loretta Devine – Flo
- Bette Midler – dr J.M. Perkins (nie występuje w napisach)

## Nagrody i wyróżnienia
- Złote Globy 2000
  - Mel Gibson – najlepszy aktor w musicalu lub komedii (nominacja)
- Blockbuster Entertainment Awards 2001
  - Mel Gibson – ulubiony aktor w komedii lub romansie (nominacja)
  - Helen Hunt – ulubiona aktorka w komedii lub romansie (nagroda)
  - Mark Feuerstein – ulubiony aktor drugoplanowy w komedii lub romansie (nominacja)
  - Marisa Tomei – ulubiona aktorka drugoplanowa w komedii lub romansie (nominacja)

## Polonica
W scenie, gdy Nick wyrzucił ze swojego domu chłopaka córki, widać na ścianie plakat Cyrk z 1966 roku autorstwa Huberta Hilschera, a w scenie, gdy Nick wchodzi do świeżo urządzonego biura Darcy, obok drzwi wisi plakat PLL LOT Tadeusza Trepkowskiego (akcja filmu rozgrywa się w agencji reklamowej).